# Awaous motla
Awaous motla — вид прісноводних бичкоподібних риб родини оксудеркових (Oxudercidae). Описаний у 2023 році.

## Поширення
Ендемік Індії. Мешкає у річці Маганаді у штаті Одіша на сході країни. Описаний на основі вісімнадцяти зразків, зібраних поблизу Сонепура (округ Субарнапур), і трьох зразків біля мосту Баудх в окрузі Баудх.

## Опис
Цей вид відрізняється від своїх родичів сукупністю ознак: відносно невеликі очі, діаметр 6,6–8,4 до довжини голови; міцна і довга морда, 2,0–2,6 довжини голови; діаметр очей 2,7–4,1 довжини морди; головна система сенсорних пор, перервана вісьмома порами; передспинних лусок 13–15; поздовжня шкала серії 55–58; зябрових граблів 2 + 1 + (6–7) на першій зябровій дузі; зуби дрібні, конічні, в один ряд на верхній щелепі і багаторядні (2–3) на нижній.